# Udham Singh (Hockeyspieler)
Udham Singh (* 4. August 1928 in Sansarpur, Punjab; † 23. März 2000 ebenda) war ein indischer Hockeyspieler. Mit drei olympischen Goldmedaillen und einer olympischen Silbermedaille ist Udham Singh zusammen mit seinem langjährigen Mitspieler Leslie Claudius der erfolgreichste Hockeyspieler der olympischen Geschichte. Gleichzeitig sind die beiden Spieler die erfolgreichsten indischen Olympiateilnehmer.

## Karriere
Udham Singh stammt aus Sansarpur im Distrikt Jalandhar. Seine sportliche Karriere begann im Team der Polizei des Punjab. Udham Singh verpasste die Olympischen Spiele 1948 wegen einer Fingerverletzung. Von 1949 bis 1964 gehörte er zum indischen Nationalteam, anfangs als Stürmer, später im Mittelfeld. 1952 und 1956 war er an der Fortsetzung der seit 1928 anhaltenden Siegesserie des indischen Teams beteiligt. Diese olympische Siegesserie riss 1960, als das indische Team im Finale gegen Pakistan verlor. 1964 konnte die indische Mannschaft mit einem 1:0-Finalsieg gegen Pakistan noch einmal die Goldmedaille gewinnen. Nach diesem Turnier beendete Udham Singh seine Spielerkarriere. 1965 wurde er mit dem höchsten indischen Sportpreis, dem Arjuna Award, ausgezeichnet.
Nach seiner aktiven Karriere war Udham Singh für einige Zeit Trainer der indischen Nationalmannschaft, die er unter anderem zum Sieg bei den Asienspielen 1970 führte. Später war er als Jugendtrainer in Punjab tätig.